# Платова, Татьяна Миновна
Татьяна Миновна Платова (1923—2020) — советский и российский учёный-физик, педагог, доктор физико-математических наук (1971), профессор (1973). Заслуженный профессор ТГУ (2004).

## Биография
Родилась 1 января 1923 года в деревне Забродино, Тайгинской волости, Томского уезда, Томской губернии в крестьянской семье.
С 1940 по 1945 год обучалась на специальном факультете Томского государственного университета, университет закончила по специализации баллистика. С 1946 по 1968 год на научной работе в Сибирском физико-техническом институте в должностях старшего лаборанта и научного сотрудника специального отдела этого института.
Одновременно с научной деятельностью с 1946 года на педагогической работе в Томском государственном университете в должностях: ассистента специального факультета и специального отделения физического факультета. С 1961 года — доцент, с 1964 по 1971 год — заведующая кафедрой теории упругости и с 1967 года — старший научный сотрудник. С 1971 года — профессор этой кафедры и одновременно с 1971 по 1975 год — декан физико-технического факультета ТГУ. Одновременно с 1968 года на научной работе в НИИ прикладной математики и механики в должности — старший научный сотрудник и научный руководитель отдела прочности этого института.

## Научно-педагогическая деятельность
Основная научно-педагогическая деятельность Т. И. Платовой связана с вопросами в области механики твердого тела при динамических нагрузках и экспериментальной баллистики. В ТГУ читала курсы лекций по вопросам связанным с физикой высокоскоростного соударения и бронепробивания, математическим и физическим моделированием в механике деформируемого твёрдого тела, математической теории упругости, динамическими задачами механики деформируемых сред. Т. М. Платова была разработчиком метода упругих сферических элементов для измерения давления газов в аппаратах высокого давления на основе теоретических расчётов деформирования и напряжения, возникающих в условиях динамического и статического нагружения, этот метод получил практическое применение с одобрения Научно-технического комитета ГРАУ.
В 1960 году Т. М. Платова была утверждена в учёной степени кандидат физико-математических наук по теме: «Исследование погрешностей штатного метода измерения давлений, применяемого в артиллерийской технике, и разработка нового метода упругих крешеров», в 1971 году — доктор физико-математических наук по теме: «Исследование кратерообразования и эффектов, связанных с распространением ударных волн в металлах». В 1963 году приказом ВАК ей было присвоено учёное звание  доцент, в 1973 году — профессор по кафедре теории упругости. В 2004 году ей было присвоено почётное звание — Заслуженный профессор ТГУ.
Член Диссертационных советов при президиуме ИФПМ СОРАН, ТГУ и ТПУ по вопросам «Физика твердого тела», «Динамика и прочность машин» и «Механика деформируемого твердого тела». Под руководством и при непосредственном участии Т. М. Платовой было защищено более 30 кандидатских диссертаций, она является автором многочисленных научных работ в том числе: «Динамические задачи механики деформируемых сред» (1980), «Механика сплошных сред» (1983), «Инженерно-физический сборник» и «Механика деформируемого твердого тела» (1987 и 1988).
Скончалась 23 сентября 2020 года в Томске.

## Награды
- Медаль «За доблестный труд в Великой Отечественной войне 1941—1945 гг.» (1946)
- Медаль «За трудовую доблесть» (1981)
- Медаль «Ветеран труда» (1984)
- Почётный работник высшего профессионального образования Российской Федерации (1998)[1]